# Ambrogio del Carretto
Ambrogio del Carretto (... – 1192) è stato un vescovo cattolico italiano.

Stemma della famiglia Del Carretto

Figlio di Enrico I del Carretto, ottenne nel 1191 la rinuncia da parte di Ottone del Carretto (suo fratello o, secondo altri, zio) a qualsiasi diritto sul feudo di Savona, divenuta da allora libero comune. Precedentemente era stato incaricato da papa Urbano III di ricondurre a miglior vita cristiana il monastero benedettino di San Quintino in Spigno Monferrato, poi soppresso.